# Zegartowice (Petite-Pologne)
Pour l’article homonyme, voir Zegartowice.
Zegartowice est une localité polonaise de la gmina de Raciechowice, située dans le powiat de Myślenice en voïvodie de Petite-Pologne.